# Biserica Cuvioasa Parascheva din Dolheștii Mari
Biserica "Cuvioasa Parascheva" din Dolheștii Mari este o biserică ctitorită în secolul al XV-lea (anterior anului 1481) de hatmanul Șendrea sau de înaintașii săi în satul Dolheștii Mari din comuna Dolhești (județul Suceava). Ea se află situată la o distanță de 15 km est de municipiul Fălticeni, pe drumul spre Pașcani. 
Biserica "Cuvioasa Paraschiva" din Dolheștii Mari a fost inclusă pe Lista monumentelor istorice din județul Suceava din anul 2015, având codul de clasificare cod LMI SV-II-m-A-05529. 

## Istoric

### Ctitorirea
Satul Dolheștii Mari este o așezare străveche. Pe teritoriul actual al satului, la o distanță de 1800 m de biserică, s-au găsit morminte în cutie de piatră. Cercetările arheologice efectuate aici au dus la descoperirea de obiecte aparținând unor triburi străvechi: topoare de silex șlefuite, răzuitoare și cuțite de silex, podoabe artistic lucrate, ornamente cu imprimări făcute cu șnurul răsucit, cu linii incizate, paralele etc. 
După opiniile unor istorici, satul Dolheștii Mari a fost întemeiat la începutul secolului al XIV-lea. Într-un act din 6 ianuarie 1395 este menționat un boier cu numele de Șendrea cel bătrân ca proprietar al satului Dolhești, boierul respectiv fiind un sfetnic principal al domnitorului Ștefan I (1394-1399).  În secolul următor, satul Dolhești a primit privilegii din partea domnitorilor Alexandru cel Bun (1400-1432) și Ștefan cel Mare (1457-1504). 
Boierii din familia Șendrea au zidit biserica actuală în mijlocul curții boierești din satul Dolhești (azi Dolheștii Mari). În prezent, din vechea curte boierească nu a mai rămas nici o urmă vizibilă. Prima mențiune a unei biserici la Dolhești este în uricul din 11 iulie 1428 al lui Alexandru cel Bun, prin care au fost dăruite 50 biserici din Ținutul Sucevei către Mănăstirea Bistrița, printre care și "biserica lui Mihail Dalh (la Dolhești)". 
Pe baza datelor documentare, a elementelor de arhitectură și a fragmentelor din pictura originară, unii istorici acreditează ideea că biserica din Dolhești ar fi fost construită la scurt timp după Biserica "Sf. Nicolae" din Rădăuți, adică spre sfârșitul secolului al XIV-lea sau începutul secolului al XV-lea.  Arheologii Lia și Adrian Bătrâna de la Comisia Monumentelor Istorice, care au făcut cercetări aici între anii 1986-1987, susțin într-un studiu că biserica din satul Dolheștii Mari este cea mai veche biserică boierească din Moldova, considerând că "dintre puținele ctitorii ale secolului al XV-lea, doar Lujenii lui Tudor Vitold și Dolheștii lui Șendrea au fost ridicate înaintea domniei lui Ștefan (cel Mare n.n.)".  Oricum, biserica exista înainte de anul 1481, deoarece aici fuseseră înmormântați înaintașii hatmanului Șendrea. 
La 8 iulie 1481, zi în care este prăznuit Sfântul Mare Mucenic Procopie (sfânt militar), a avut loc Bătălia de la Râmnic dintre oastea moldoveană condusă de Ștefan cel Mare și oștile muntenești și turcești conduse de Basarab cel Tânăr (Țepeluș) și Alibeg. Lupta a fost câștigată de moldoveni, cronicarul Grigore Ureche scriind în letopisețul său că s-ar fi "arătat lui Ștefan vodă sfântul mucenicu Procopie, umblându deasupra războiului călare și într-armatu ca un viteazu". În semn de mulțumire pentru victoria sa, Ștefan cel Mare a înălțat între 8 iulie și 13 noiembrie 1487 o biserică cu hramul "Sf. Procopie" în satul Bădeuți (astăzi parte componentă a orașului Milișăuți) din apropiere de orașul Rădăuți. 
În această luptă a murit hatmanul Șendrea, cumnatul lui Ștefan cel Mare, fiind îngropat în biserica din Dolheștii Mari, lângă tatăl său. Cronicarul Misail Călugărul descrie astfel moartea hatmanul Șendrea: "Și acolo, deasupra Seretiului, la movila cea mare a Tecuciului, odihnind 3 dzile, i-au venit véste de la starostii de Crăciuna, ce-i dzic acmu Putna, cum Radul vodă vine cu oști asupra lui Ștefan vodă, fără veste. Și întristându-să, Ștefan vodă, cu cine avea, cu ai săi, au răpedzit la ostași, de-i strângea de sârgŭ. Într-aceia au sosit și Șendrea hatmanul, cumnatul lui Ștefan vodă, cu o samă de oști ce au fost rămas înapoi; îndată și Coste păharnicul cu altă samă de oaste ce au fost gonit pre turci, de i-au fost trecut Seretiul, au sosit. Și avândŭ bucurie Ștefan vodă de ai săi, cum să aflară pegiur dânsul la loc de grije, îndată repedzi pe Șendre hatmanul înaintea oștii muntenești cu puținei slujitori, ca-n chip de strajă. Și dând pe oastea muntenească, mulți pre puțini, fură biruiți de oastea Radului vodă și acolo pierit-au și Șendrea hatmanul, mai gios de Râmnic, unde s-au pomenit multă vréme Movila Șendrii. Și l-au dus, de l-au îngropat în sat în Dolhăști, lângă tată-său." Și Grigore Ureche scrie același lucru: "Și de la Ștefan vodă încă a picat om de frunte Șandrea hatmanul și l-au adus de l-au îngropat în Dolhești, lângă tată-său." 
La 27 martie 1486 a murit Maria, sora lui Ștefan cel Mare și văduva lui Șendrea - portarul Sucevei -, și a fost înmormântată în biserica din Dolheștii Mari. 
Primul hram al bisericii din Dolheștii Mari a fost Sfântul Nicolae (după cum reiese din tabloul votiv), ca și al Bisericii "Sf. Nicolae" din Rădăuți.  În decursul timpului, probabil în vremea lui Vasile Lupu (1634-1653) care a adus moaștele Sfintei Parascheva la Iași, el a fost schimbat în cel al Cuvioasei Parascheva.

### Lucrări de reparații
Biserica avea inițial trei încăperi: pronaos, naos și altar. Între anii 1852-1854, arendașul Stati a restaurat lăcașul de cult, cu contribuția sătenilor. Atunci s-a construit în partea de vest un pridvor prevăzut cu două ferestre (la nord și la sud) peste care s-a înălțat o clopotniță la care se ajunge prin urcarea unor trepte aflate în zid. Adaosurile făcute atunci nu au respectat stilul monumentului; clopotnița este construită după arhitectura rusească, având turla în formă de bulb. În "Monografia satului Dolheștii Mari", învățătorul Petru Sandovici precizează că "fără actualul turn, biserica apărea ca o bazilică romană de tip creștin, cu un exterior plin de simplitate, care n-ar trăda nicidecum formele arhitecturale din interior. Turnul adăugat nu are stilul monumentului, dar privit în ansamblu, se armonizează cu întregul aspect al bisericii și îi dă măreție." 
O nouă serie de lucrări s-au făcut la începutul secolului al XX-lea. În anul 1906 s-a înlocuit dușumeaua de brad cu una din mozaic. Tot prin acei ani Constantin Sandovici împreună cu un grup de săteni au donat bisericii un clopot de 1.100 de kg. În anul 1912, cu cheltuiala dascălului V. Irimescu, s-a înlocuit învelitoarea de șindrilă cu una din tablă galvanizată groasă, adusă de la Viena. 
Noi modificări s-au făcut în anii 1926-1927, în timpul păstoriei preotului paroh Gheorghe Nandiu. Atunci a fost demolat peretele despărțitor dintre naos și altar și s-a amplasat o catapeteasmă, sculptată în stejar. Deasupra intrării în pronaos a fost amplasată o pisanie cu următorul cuprins: "Ziditu-sa această biserică inaintea anului 1481 de tatăl hatmanului Șandru. Turnul s'a adăugat la 1854 contribuind sătenii; s'a acoperit cu tablă și reparat pe dinafară in anul 1912 cu cheltueala dascălului V. Irimescu. Acum in urma catapeteasma s'a făcut din nou și reparat in interior de săteni in 1926 prin stăruința și osârdia preotului paroh și epitropilor. 19 iunie 1927".
În perioada 1987-1991, preotul Camil Dăscălașu a restaurat lăcașul de cult: s-au reparat, tencuit și vopsit pereții și s-a refăcut acoperișul (s-a construit o coamă înaltă și streșini largini pentru a evita scurgerea apei pluviale pe pereți și s-a amplasat o învelitoare din tablă groasă).  În anul 1987, s-a amplasat deasupra portalului de intrare în pridvor o icoană în mozaic a Sfintei Cuvioase Parascheva, care a fost donată de enoriașii Gheorghe I. și Maria Melinte, Neculae Th. și Catrina Marian, Ioan P. și Genoveva Mazilu, Mircea C. și Anica Cot. Sub icoană se află o placă de marmură cu următoarea inscripție: "Această icoană în mozaic este donată de Melinte I. Gheorghe și Maria, Marian Th. Neculae și Catrina, Mazilu P. Ioan și Genoveva, Cot C. Mircea și Anica, prin grija pr. paroh Camil Dăscălașu - 1987 - ".
Între anii 1999-2001, în partea de nord-vest a satului Dolheștii Mari, s-a construit o nouă biserică, cu hramul "Sf. Treime". 
În dreapta bisericii se găsește mormântul preotului Neculai Manoliu, care a păstorit aici timp de aproape 40 de ani. Acesta provine dintr-o veche familie de preoți. Tatăl (Gheorghe Manoliu, îngropat în același cavou) și bunicul său (Gheorghe Bicleanu) au fost succesiv parohi ai bisericii satului pentru o perioadă de aproape 70 de ani.

## Arhitectura bisericii
După cum consideră prof.dr. Vasile Drăguț, biserica monument istoric din Dolhești Mari, la fel ca și bisericuța din Lujeni, este construită după modelul Bisericii "Sf. Nicolae" din Rădăuți, dar într-o formă simplificată. 
Biserica "Cuvioasa Paraschiva" din Dolheștii Mari este construită din piatră brută, cu ziduri groase (1,50 m) și durabile, având inițial aspectul unei bazilici romane de tip creștin (cu pronaos, naos și altar). Edificiul are formă dreptunghiulară, de tip sală, cu absida altarului pentagonală atât la exterior, cât și în interior. Această formă neobișnuită a altarului este o trăsătură a arhitecturii gotice, în disonanță cu bisericile construite după tradiția bizantină în care laturile poligonului erau vizibile doar în exterior, iar absidele erau semicirculare în interior. 
Lăcașul de cult este luminat de opt ferestre: 
- două ferestre rotunde adânci în pridvor (una în peretele sudic și cealaltă în cel nordic)
- două ferestre dreptunghiulare mici în pronaos (ambele în peretele sudic)
- trei ferestre în naos (una în peretele nordic și două în cel sudic)
- o fereastră semicirculară în axa absidei altarului.

Cele două ferestre din pereții pronaosului au chenare de formă dreptunghiulară, care nu se continuă la partea de jos. Prima fereastră din peretele sudic al naosului, care nu are corespondentă pe peretele nordic, are formă dreptunghiulară. Chenarul ei este format din ciubuce care se întretaie; el se termină la capete cu câte o palmetă, care imită un decor străvechi, întâlnit la bisericile din Asia Mică și din Armenia. Inginerul Gheorghe Balș, renumit istoric de artă, îl consideră singurul exemplar de sculptură armenească în arhitectura bisericească din secolele XIV-XVI.  Arhimandritul dr. Zareh Baronian îl consideră opera unui pietrar armean rătăcit printre pietrarii poloni, germani sau sași care lucrau la ridicarea bisericilor ctitorite de voievozii și boierii moldoveni.  Fereastra din peretele nordic al naosului și corespondenta ei din peretele sudic, ca și cea din absida altarului, au fost lărgite și alungite, având în prezent formă semicirculară. Cu prilejul lărgirii s-au distrus și chenarele exterioare.
Interiorul bisericii este împărțit în patru încăperi: pridvor (construit ulterior), pronaos, naos și altar. Pridvorul are la partea superioara patru arcade mari. Pe latura sa nordică se află o ușă care ascunde o scară îngustă ce urcă în turla-clopotniță situată deasupra pridvorului. Acolo se află șase clopote de dimensiuni diferite. 
Pronaosul și naosul au bolți semicilindrice întărite la mijloc cu câte un arc dublou în consolă. Pronaosul și altarul se află supraînălțate față de nivelul naosului. Între pronaos și naos se află un perete despărțitor, în care se află o ușă cu un chenar dreptunghiular. În pereții laterali ai bisericii se află opt nișe (câte patru pe fiecare parte) cu arcuri ușor frânte, separate între ele de stâlpi încorporați în zidurile laterale. Bolta altarului este semicilindrică înspre vest și are formă de semicalotă pentagonală (cu legături spre cele cinci laturi ale absidei) înspre est.

## Iconografia
Iconografia bisericii din Dolheștii Mari este printre cele mai vechi ansambluri de pictură murală păstrate pe teritoriul fostului Principat Moldova. Prof.dr. Vasile Drăguț a înscris pictura murală a bisericii dolheștene, alături de cea a Bisericii "Înălțarea Domnului" din Lujeni (executată după 1453) și cea a Bisericii "Sf. Nicolae" din Rădăuți (executată probabil în anii 1479-1481), în primul grup de opere reprezentative pentru muralismul moldovenesc din prima parte a domniei lui Ștefan cel Mare. Aceste picturi au în comun "un anume sens al monumentalității, un echilibru cromatic, o clară știință a construcțiilor grafice care consună cu substanța profund omenească a reprezentărilor. Hieratismului rigid al prototipurilor bizantine meșterii moldoveni îi opun căldura expresiilor vii, respectul pentru adevărul figurii umane". 
După cum susțin specialiștii, biserica nu a fost inițial pictată. Se presupune că bunicul sau tatăl hatmanului Șendrea a decedat de timpuriu sau după ce a terminat biserica, sau poate evenimentele de după moartea lui Alexandru cel Bun, care au dus la împărțirea Moldovei între cei doi fii ai săi, au despărțit și familia șendrenilor.  Specialiștii presupun că pictura murală interioară ar fi fost realizată în perioada vara-toamna anului 1481 (anul morții hatmanului Șendrea) de cunoscutul zugrav Gavril Ieromonahul, care a pictat și Biserica "Sf. Nicolae" din Bălinești, ctitoria logofătului Ioan Tăutu.  Mai târziu, într-o perioadă necunoscută, fresca de la biserica din Dolheștii Mari a fost acoperită cu un strat de var, fie din ignoranță, fie din grija de a o feri de ochii păgânilor. Ea a fost descoperita abia în anul 1927 de profesorul Ion D. Ștefănescu, după ce a fost înlăturat stratul de var ce o acoperea. 
Pereții sunt tencuiți cu un amestec de lapte de var fin, legat de lungi filamente mătăsoase de in. Pictura originară este păstrată în prima nișă a peretelui sudic al pronaosului, unde se află și mormântul hatmanului Șendrea. Ea este considerată unică în iconografia moldovenească , fiind legată stilistic de picturile din biserica domnească de la Curtea de Argeș, realizate în secolul al XIV-lea.  Frizele cu figuri au proporții diferite, iar în rândul de jos personajele sunt redate în întregime. 
Pe peretele vestic al pronaosului se află tabloul votiv care înfățișează un bărbat îmbrăcat cu o mantie de brocart albastru, ornată cu fire de aur, care poartă pe cap o beretă roșie brodată cu fir de aur. Soția sa poartă o tunică strânsă la mâneci și brodată cu perle, un mantou bleu, fără mâneci, ornat cu motive roșii și aur, iar pe cap o pălărie mică de culoare roșie, cu marginile ridicate în sus, așezată peste un voal de mătase brodat cu aur și roș. În tablou mai sunt reprezentați trei copii, dintre care unul poartă o bonetă roșie și un mantou acoperit cu aur, de brandenburg albastru, având mâinile strânse în rugăciune.  Primul personaj, condus de Sfântul Nicolae, oferă biserica Mântuitorului Iisus Hristos care stă pe un jilț. Figurile personajelor laice sunt parțial distruse. 
Deasupra portalului de intrare în pridvor se află o icoană în mozaic a Sfintei Cuvioase Parascheva, donată în 1987 de enoriașii Gheorghe I. și Maria Melinte, Neculae Th. și Catrina Marian, Ioan P. și Genoveva Mazilu, Mircea C. și Anica Cot, prin grija parohului Camil Dăscălașu. 

## Necropolă
În partea sudică a pronaosului se află o nișă pictată unde au fost înmormântați hatmanul Șendrea, tatăl și poate și bunicul său. Lespedea de mormânt a hatmanului Șendrea are un motiv central compus din fragmente de meandru legate între ele și dând impresia unei desfășurări continue, iar marginea pietrei este ruptă. Cealaltă piatră, a tatălui lui Șendrea, este ștearsă în întregime, din cauza faptului că a fost folosită ca prag la intrarea în biserică până la construirea exonartexului.  Inscripțiile de pe cele două lespezi funerare sunt șterse și nu au putut fi descifrate. 
În peretele nordic se află o altă nișă unde se află mormântul Mariei, sora lui Ștefan cel Mare și soția hatmanului Șendrea. Lespedea sa funerară are în partea centrală opt inimi succesive în palmete, semipalmete și petale simple. De-a lungul marginilor este o inscripție în limba slavonă, cu următorul text: "Acest mormânt este al roabei lui Dumnezeu, Maria, cneaghina panului Șendrea portarul ... care s-a strămutat la lăcașul de veci și a fost inmormântată aici în anul 6994 (=1486), luna martie 27, luni după Paște".

## Imagini

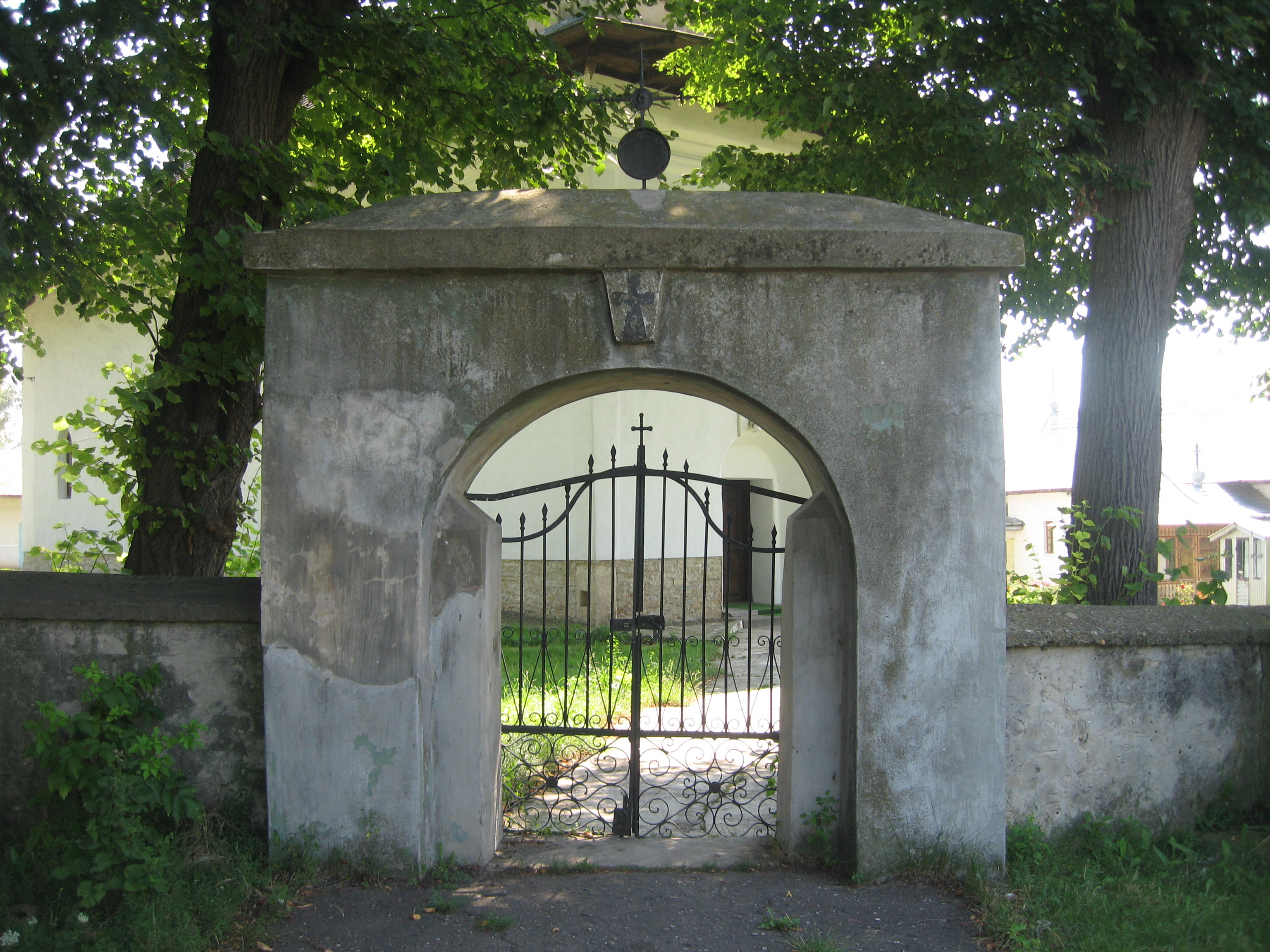
Poarta de intrare în curtea bisericii
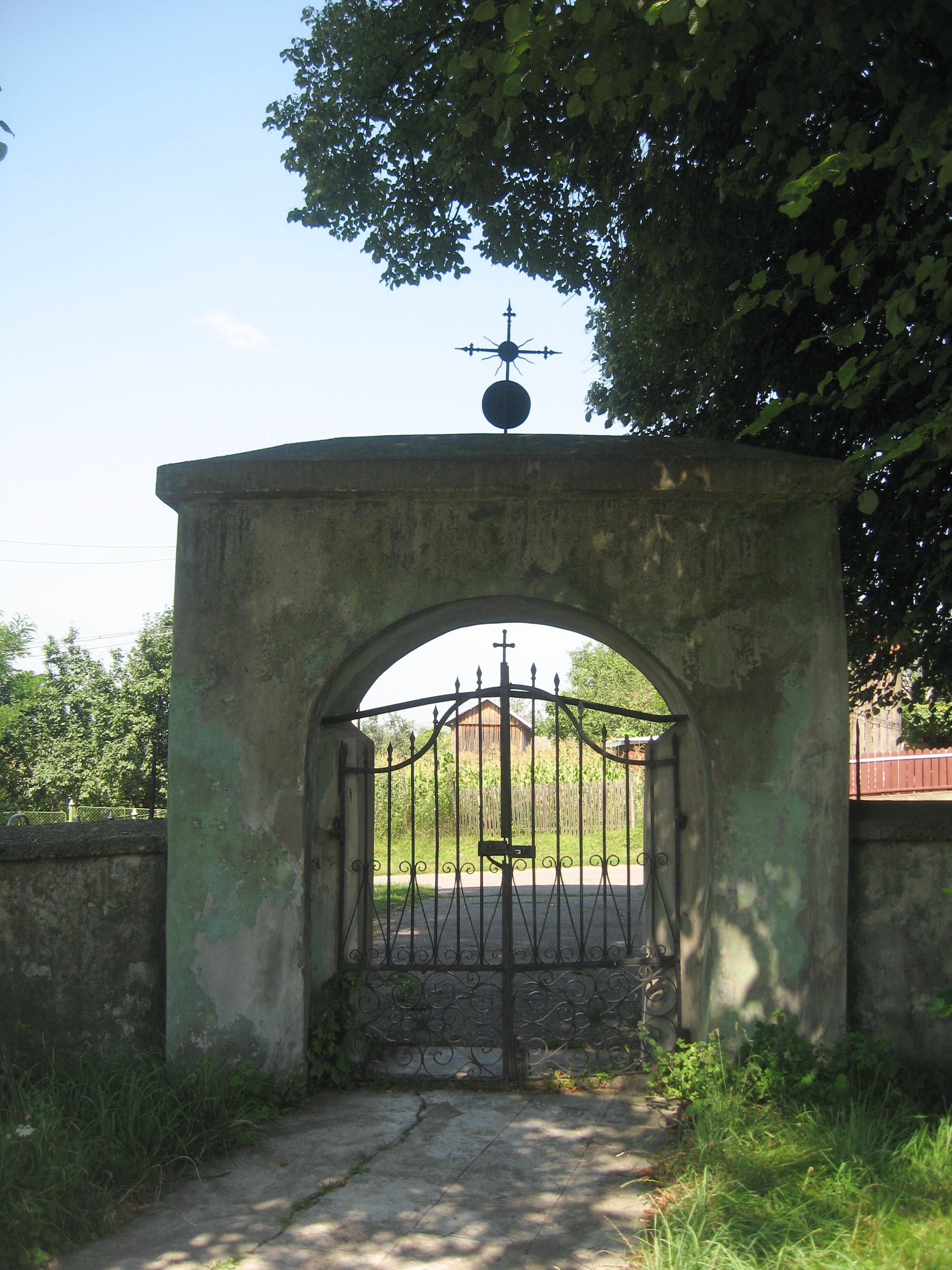
Poarta de intrare în curtea bisericii
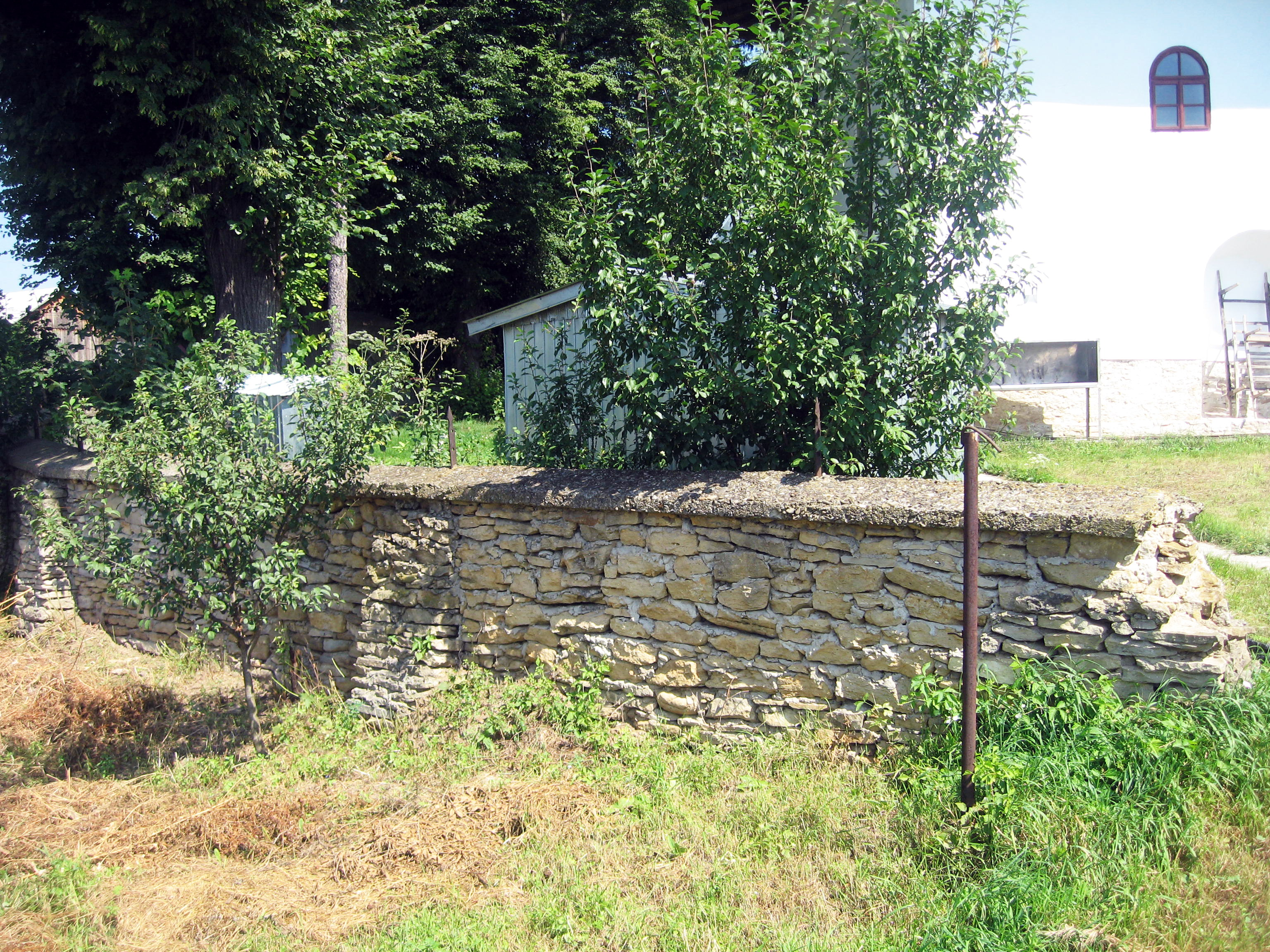
Porţiuni din zidul de piatră care înconjura biserica
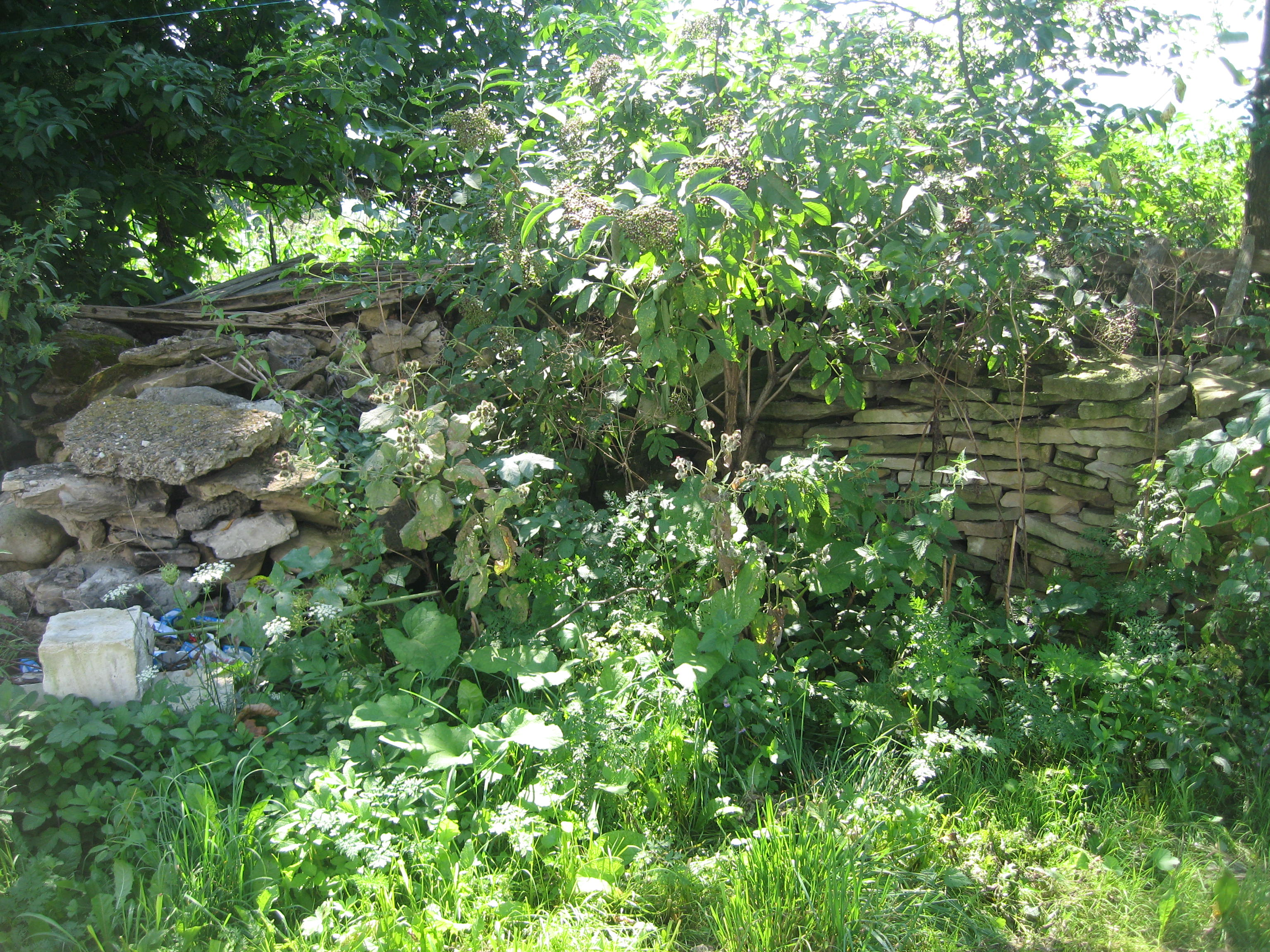
Porţiuni din zidul de piatră care înconjura biserica
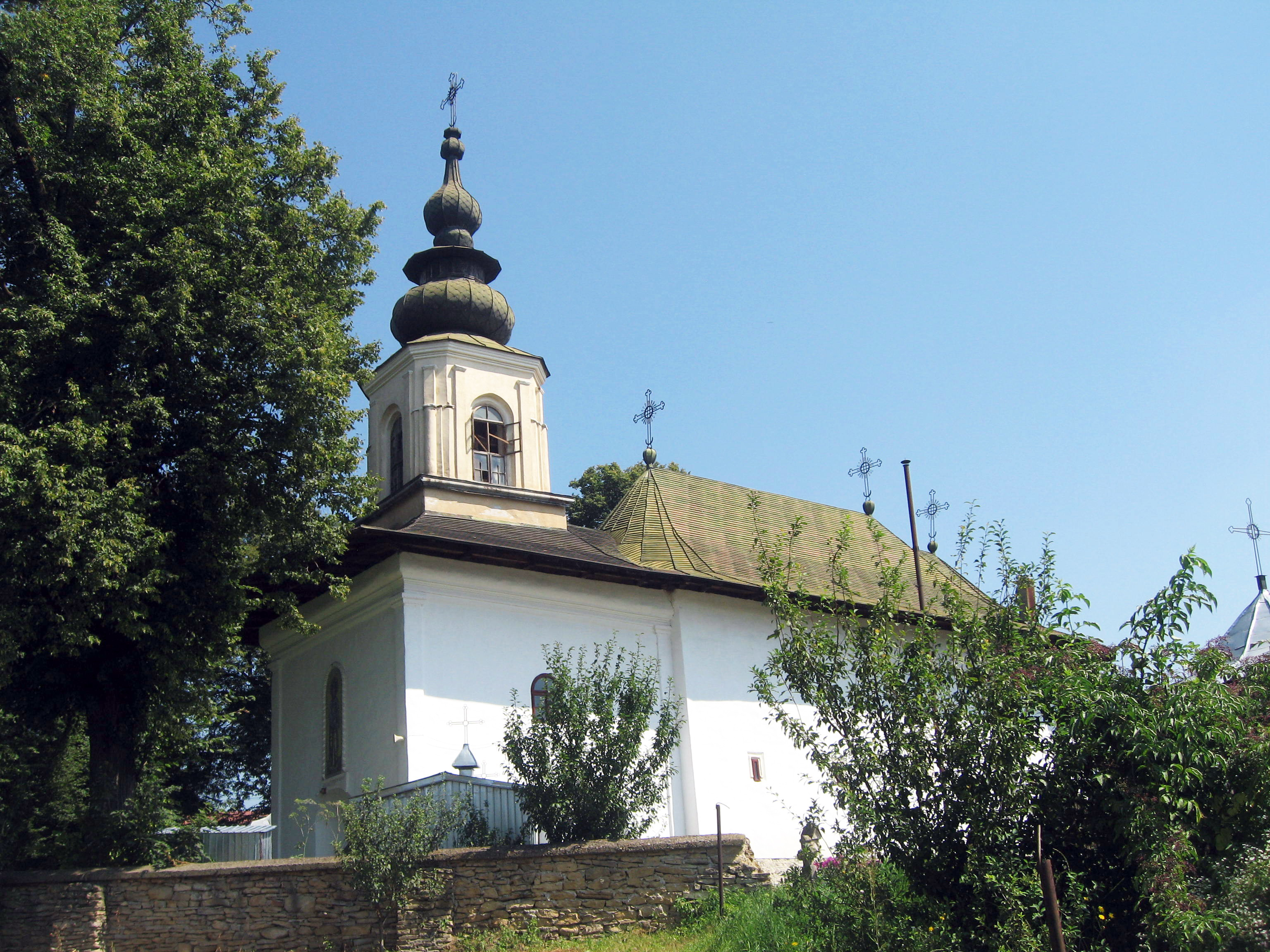
Biserica văzută dinspre sud-vest
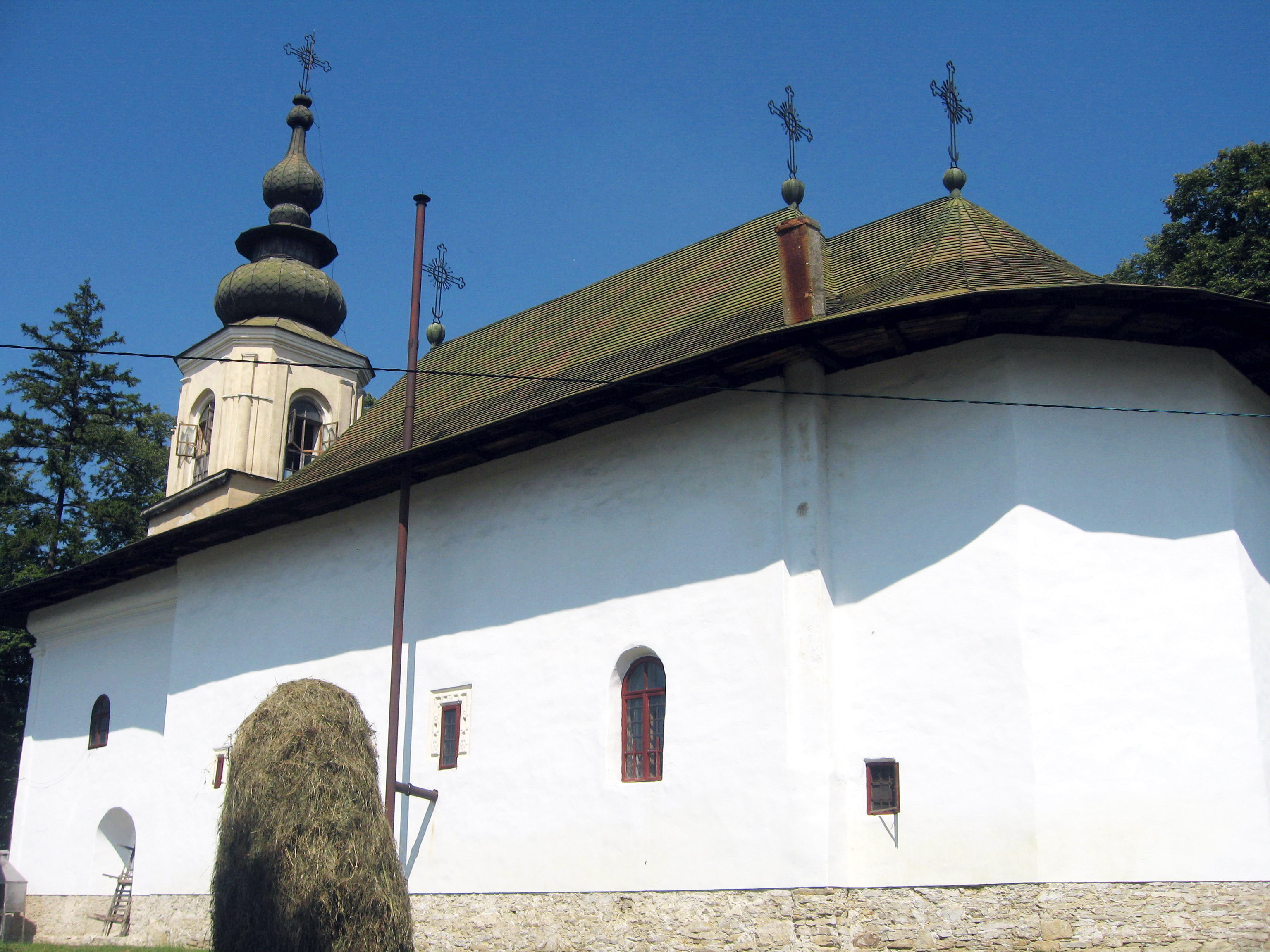
Biserica văzută dinspre sud-est
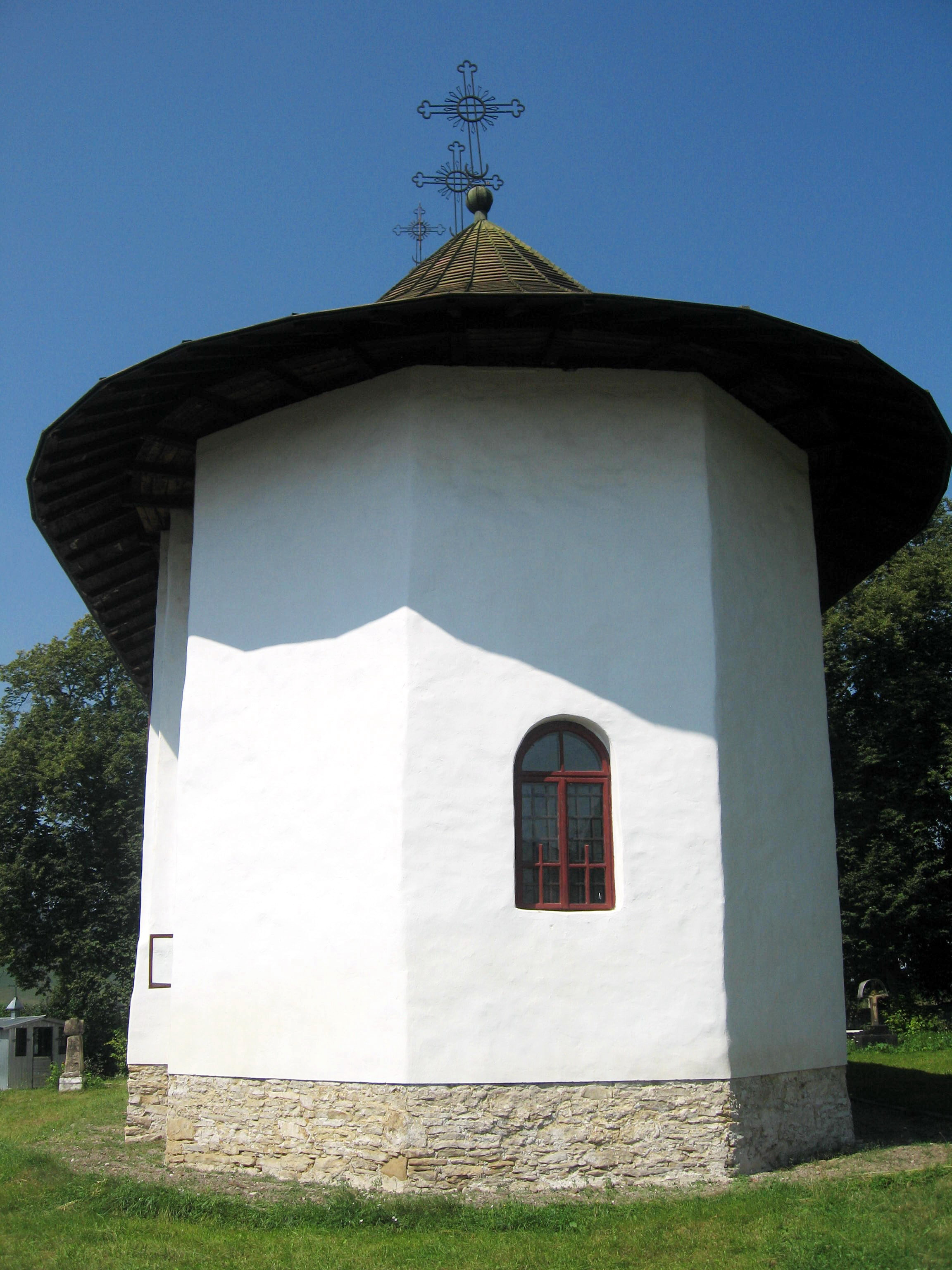
Absida altarului
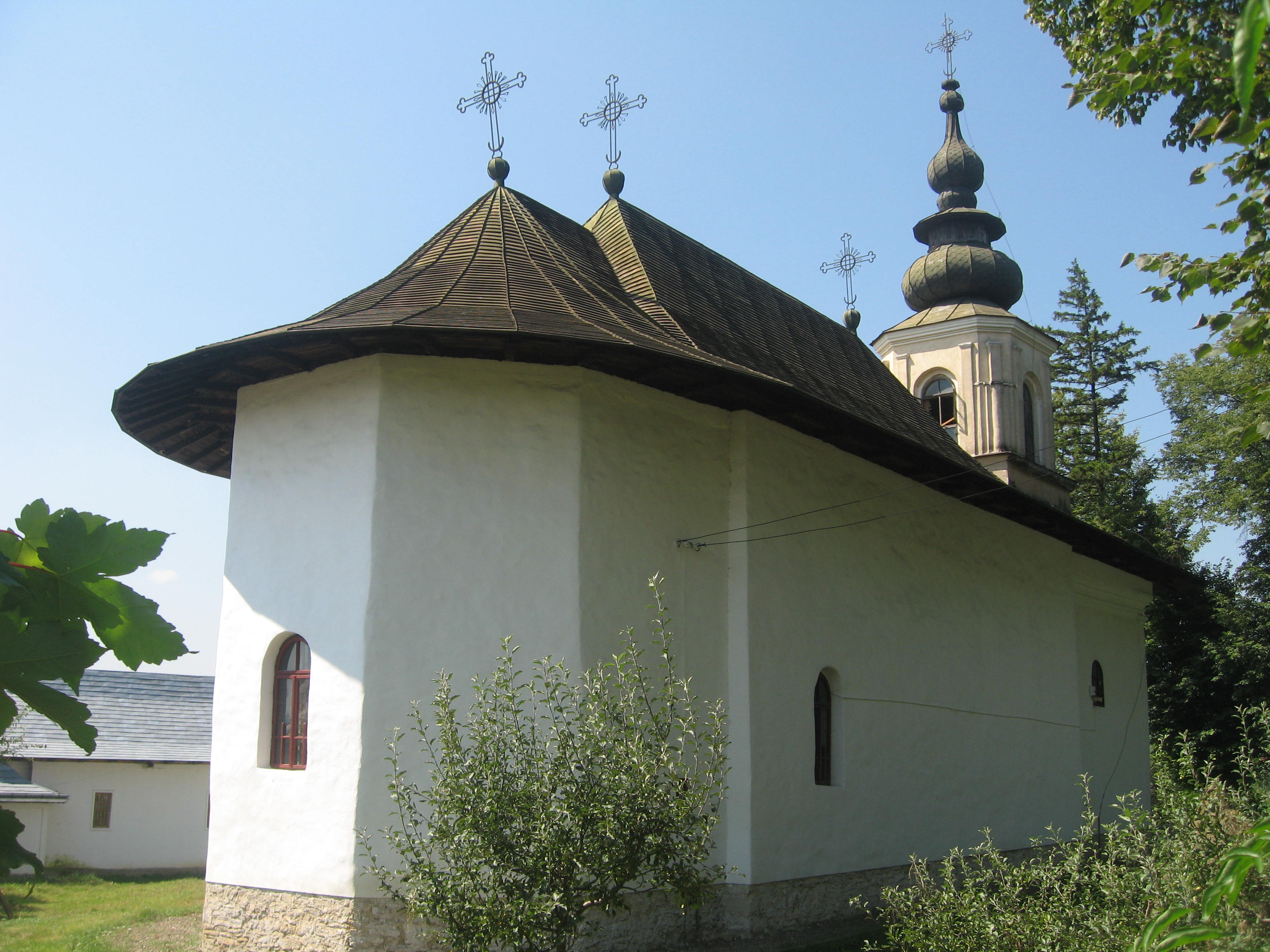
Biserica văzută dinspre nord-est
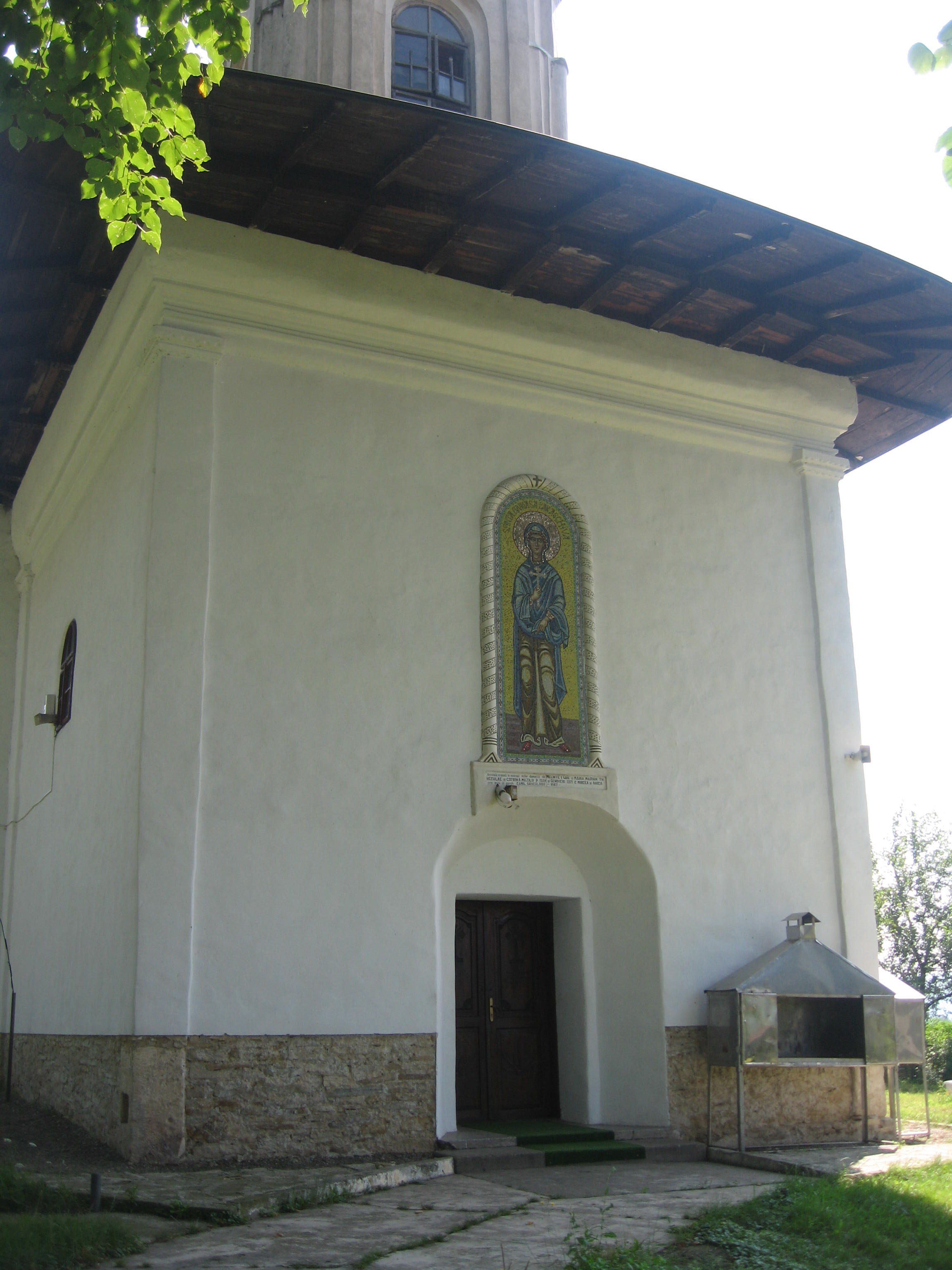
Latura vestică
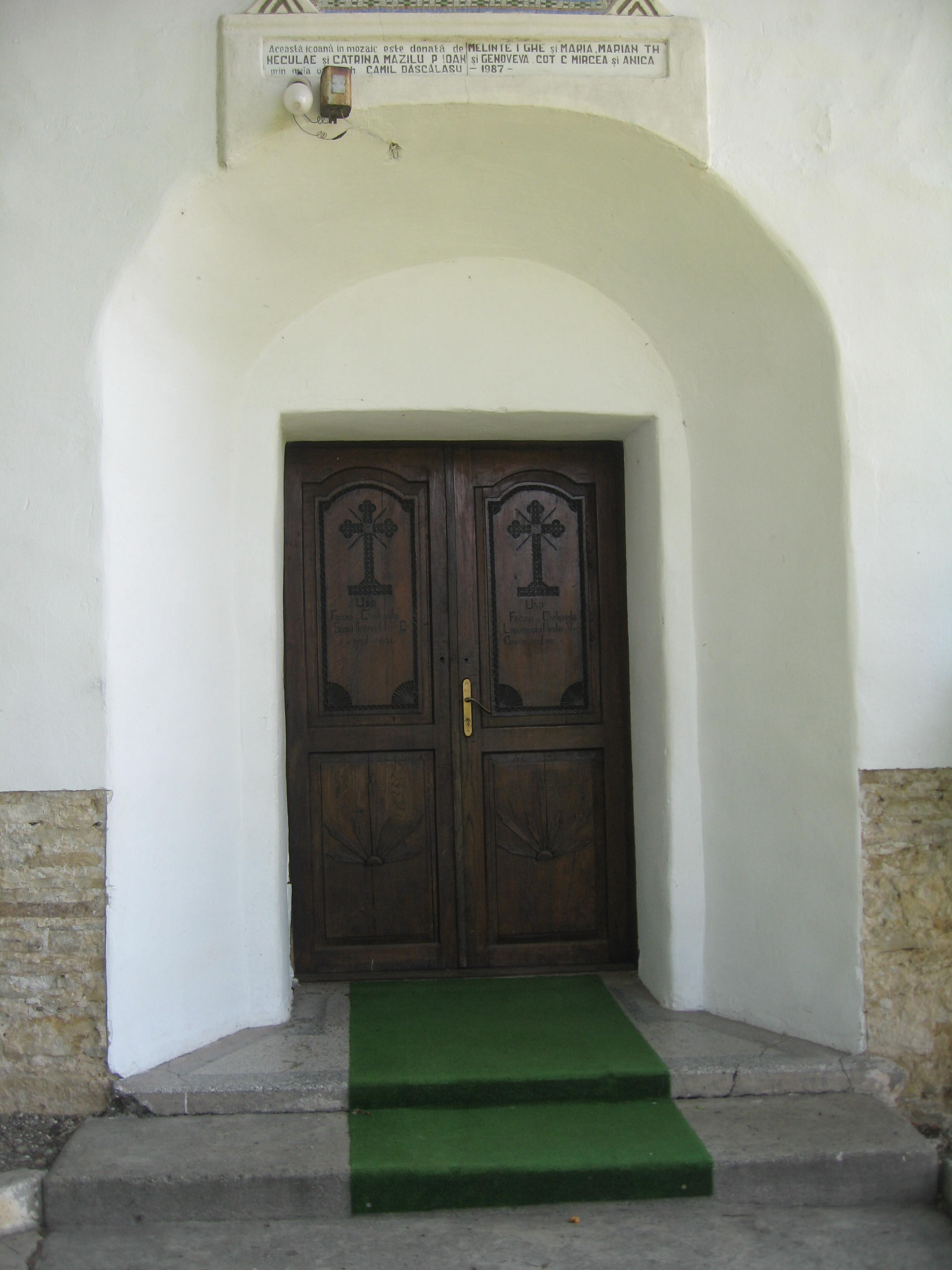
Portalul de intrare
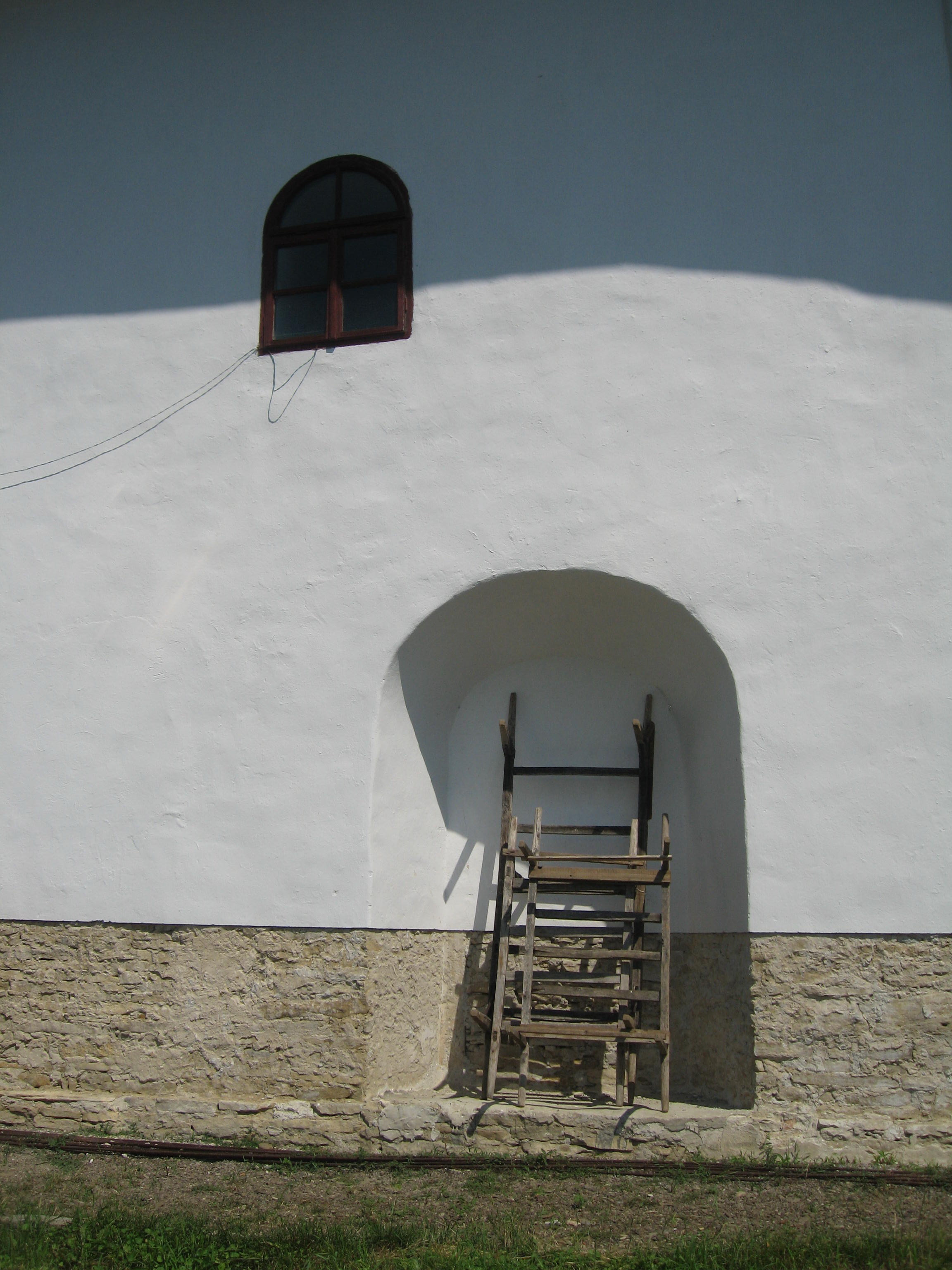
Nişă în peretele sudic al pridvorului
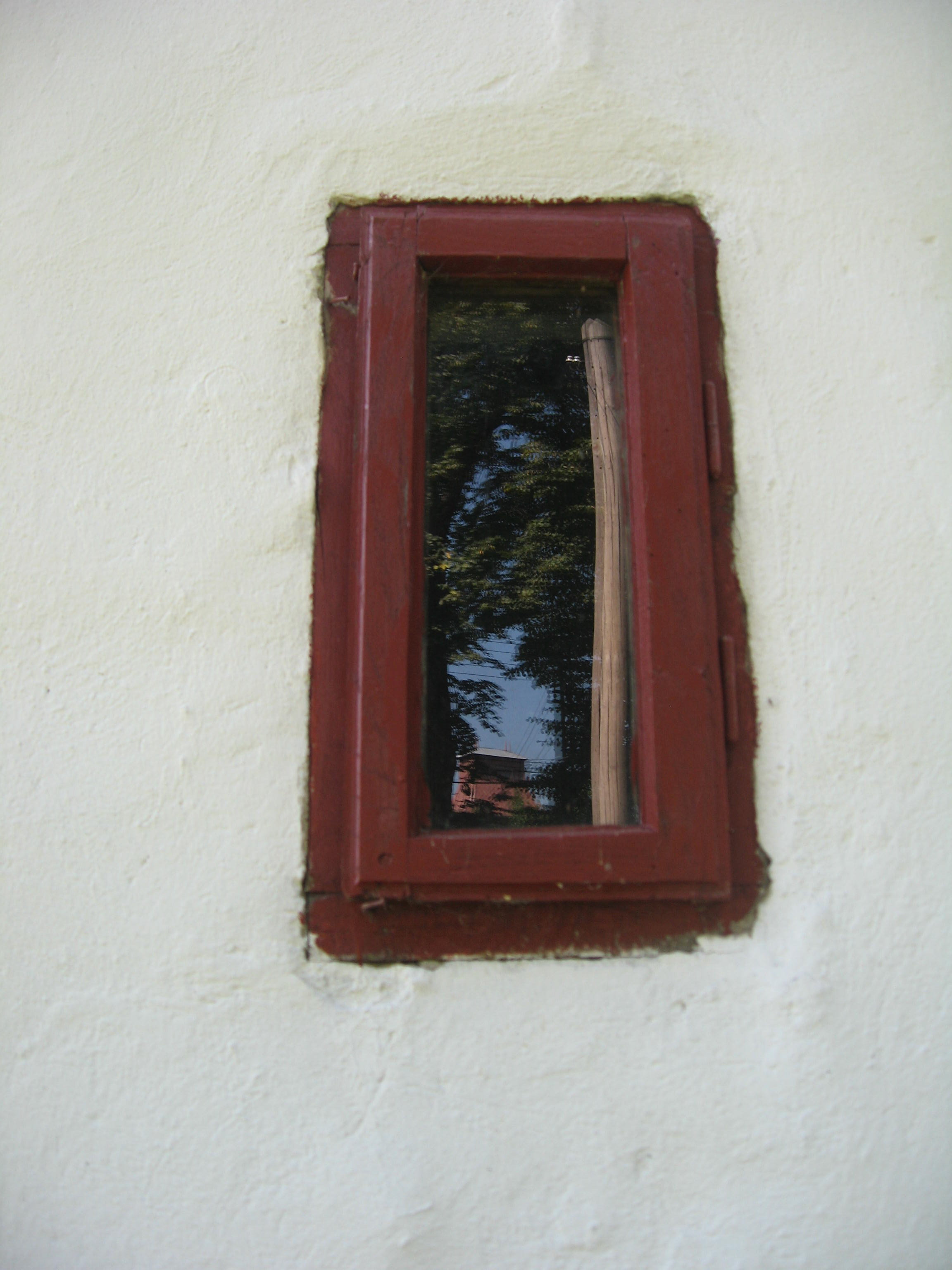
Fereastră dreptunghiulară
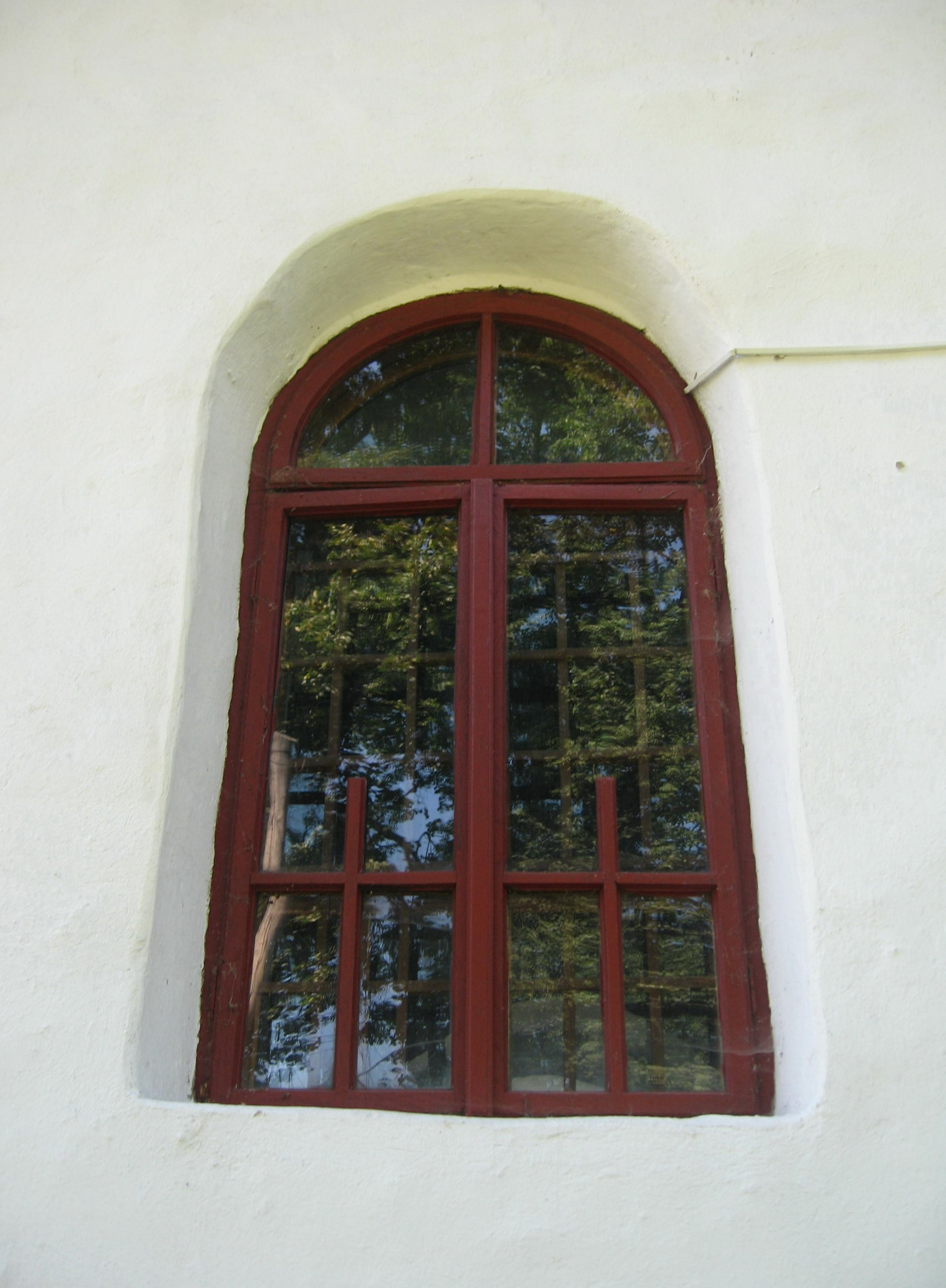
Fereastră semicirculară din pereţii pridvorului
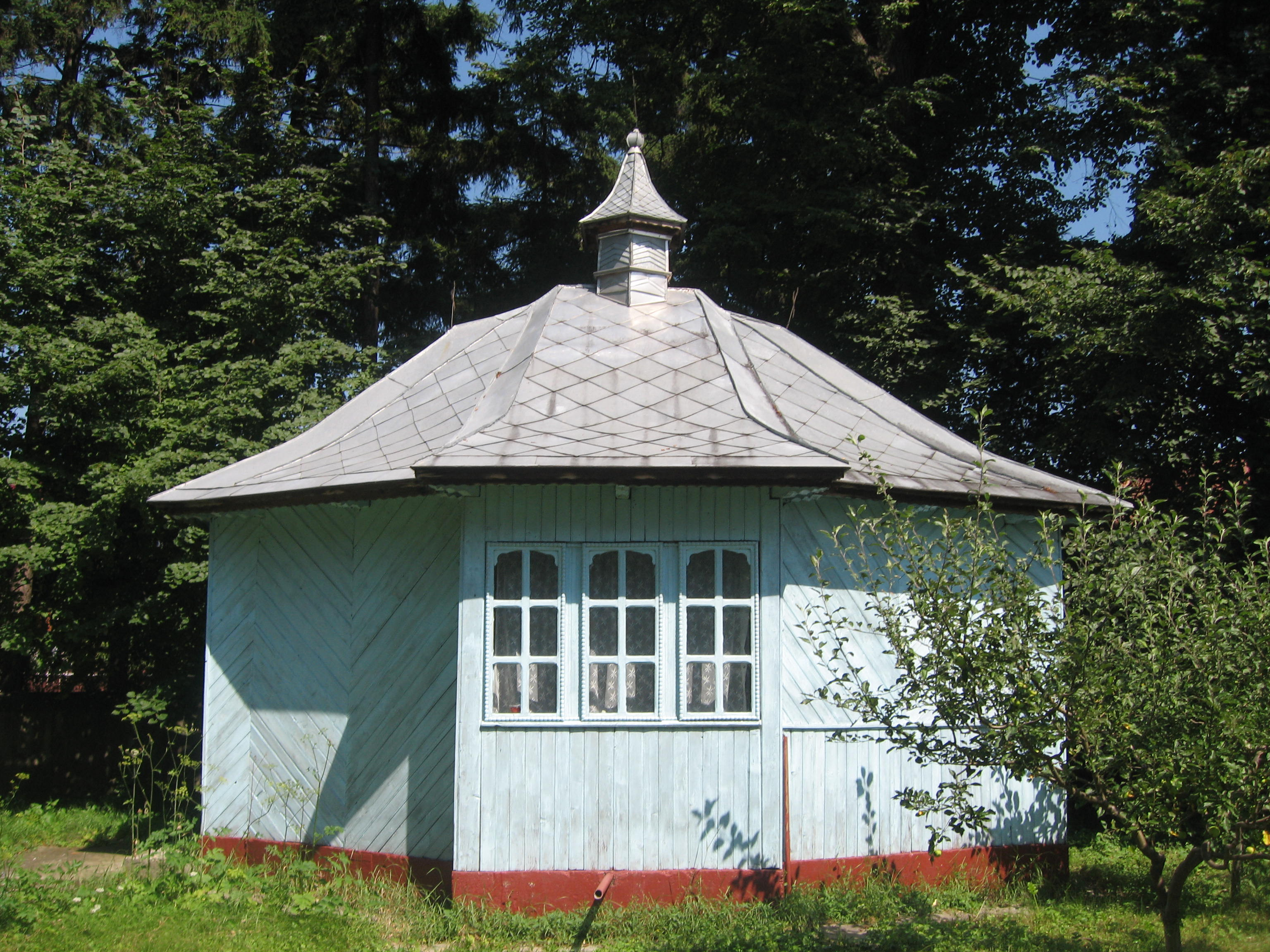
Paraclis din lemn
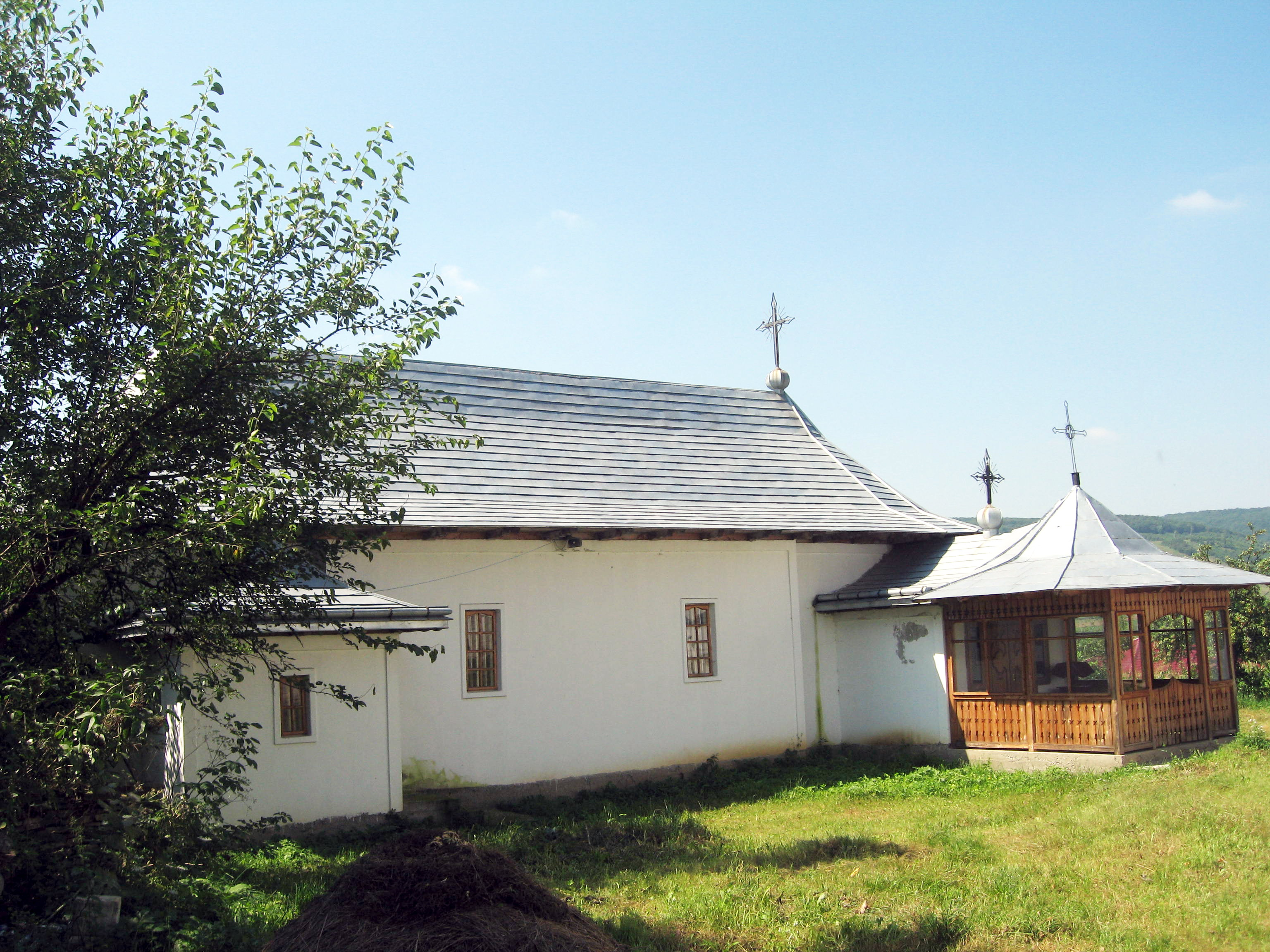
Praznicar
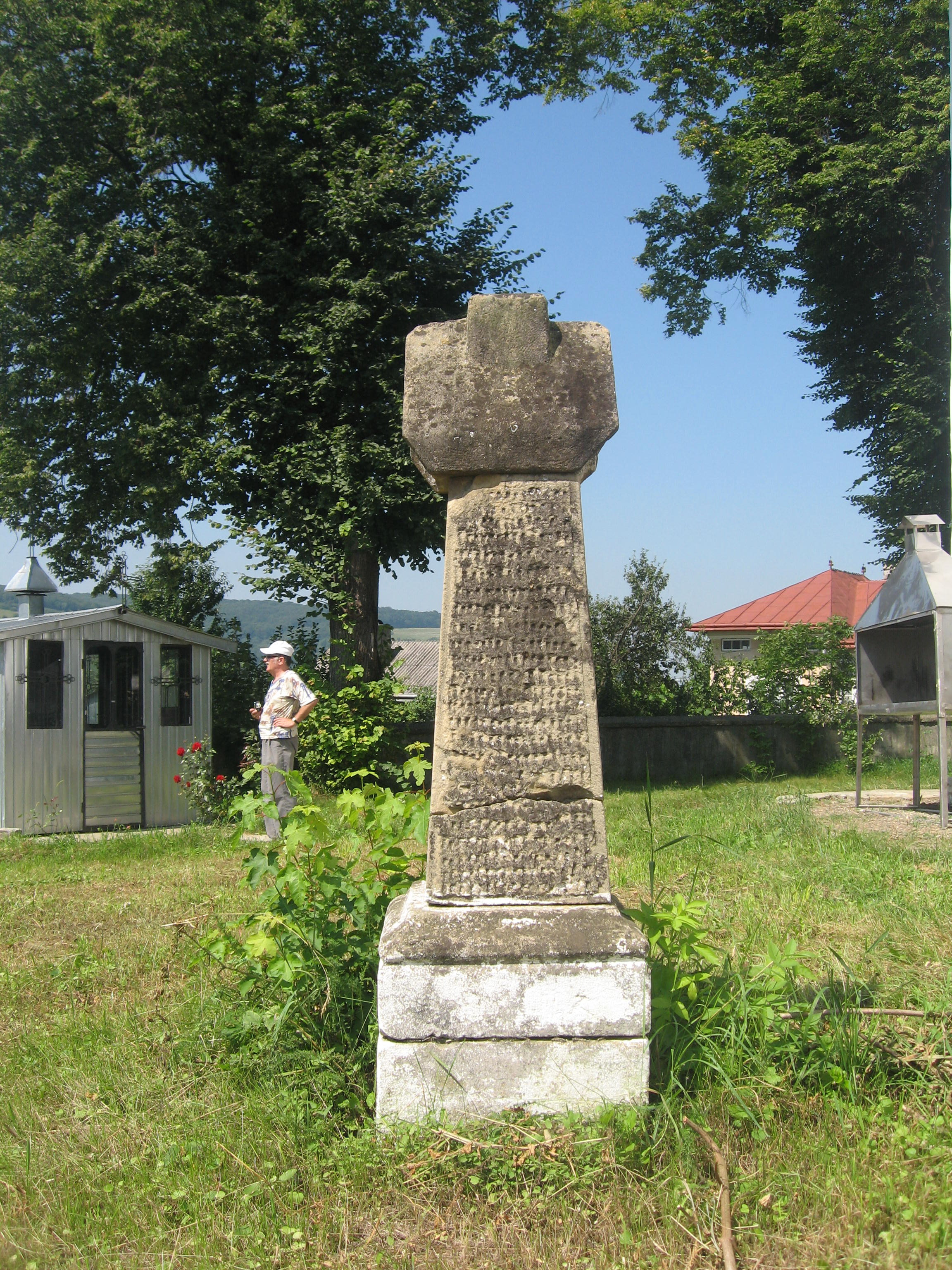
Piatră veche de mormânt în curtea bisericii
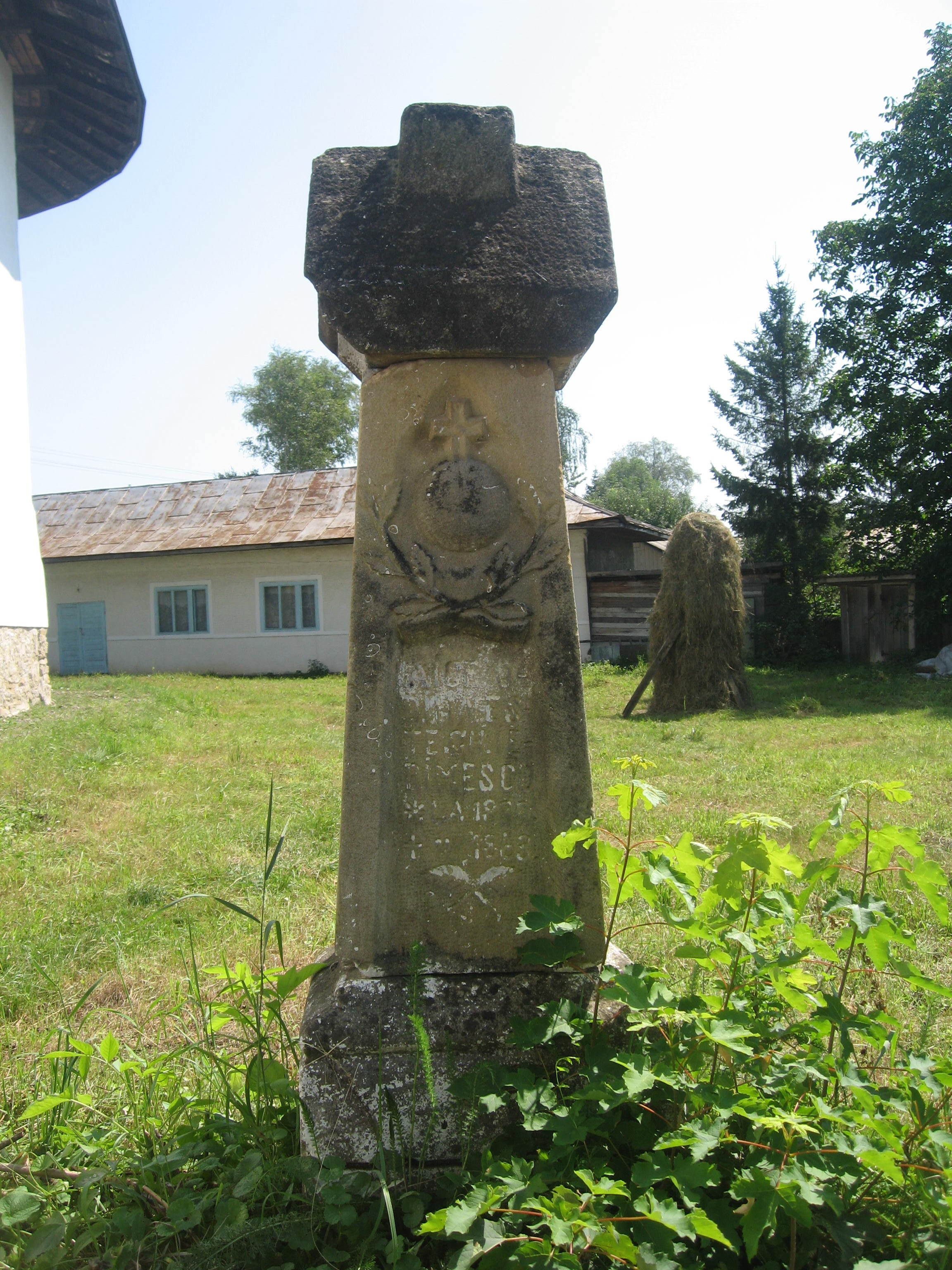
Piatră veche de mormânt în curtea bisericii
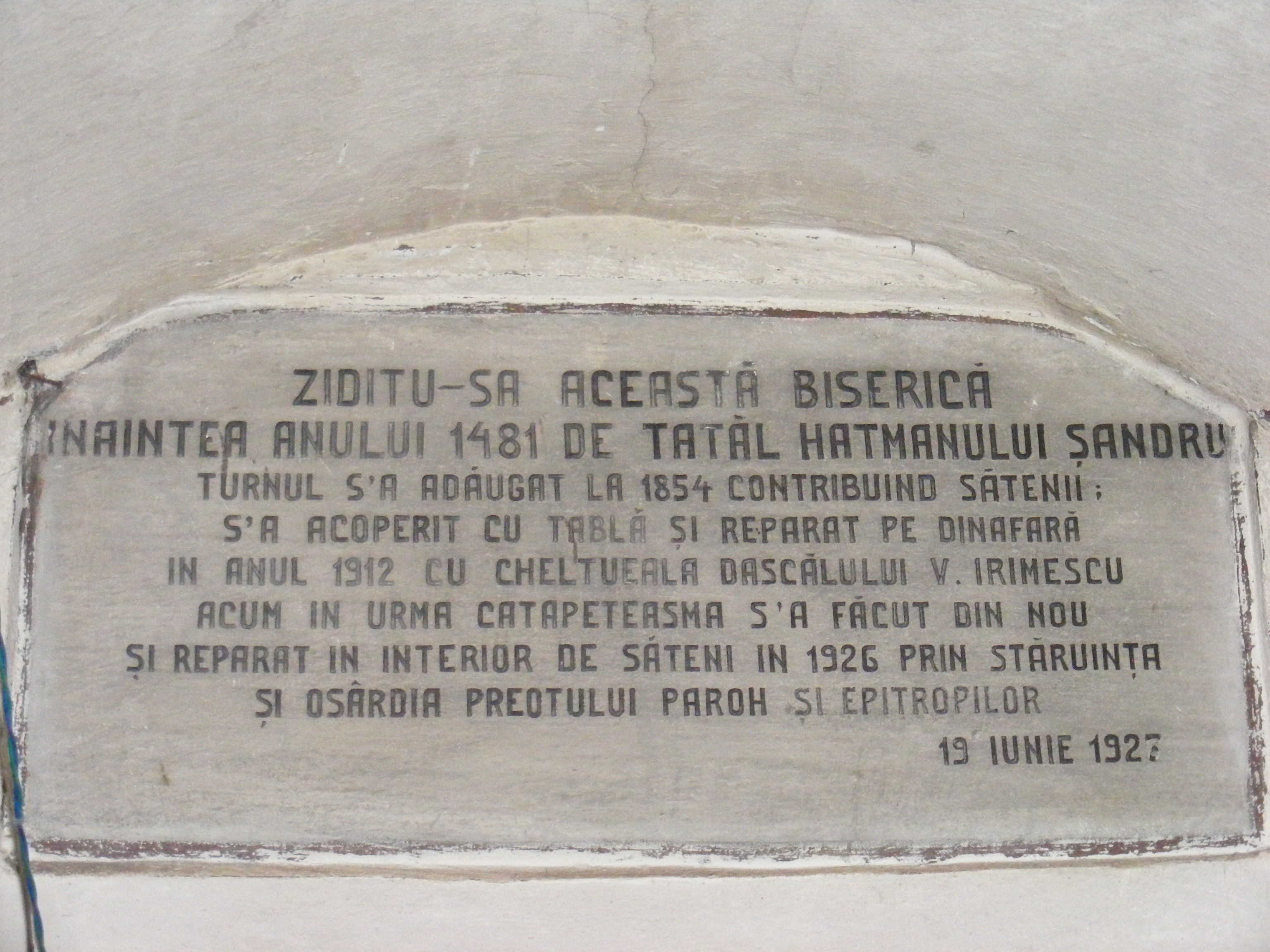
Pisanie din 1927